# Jászberény

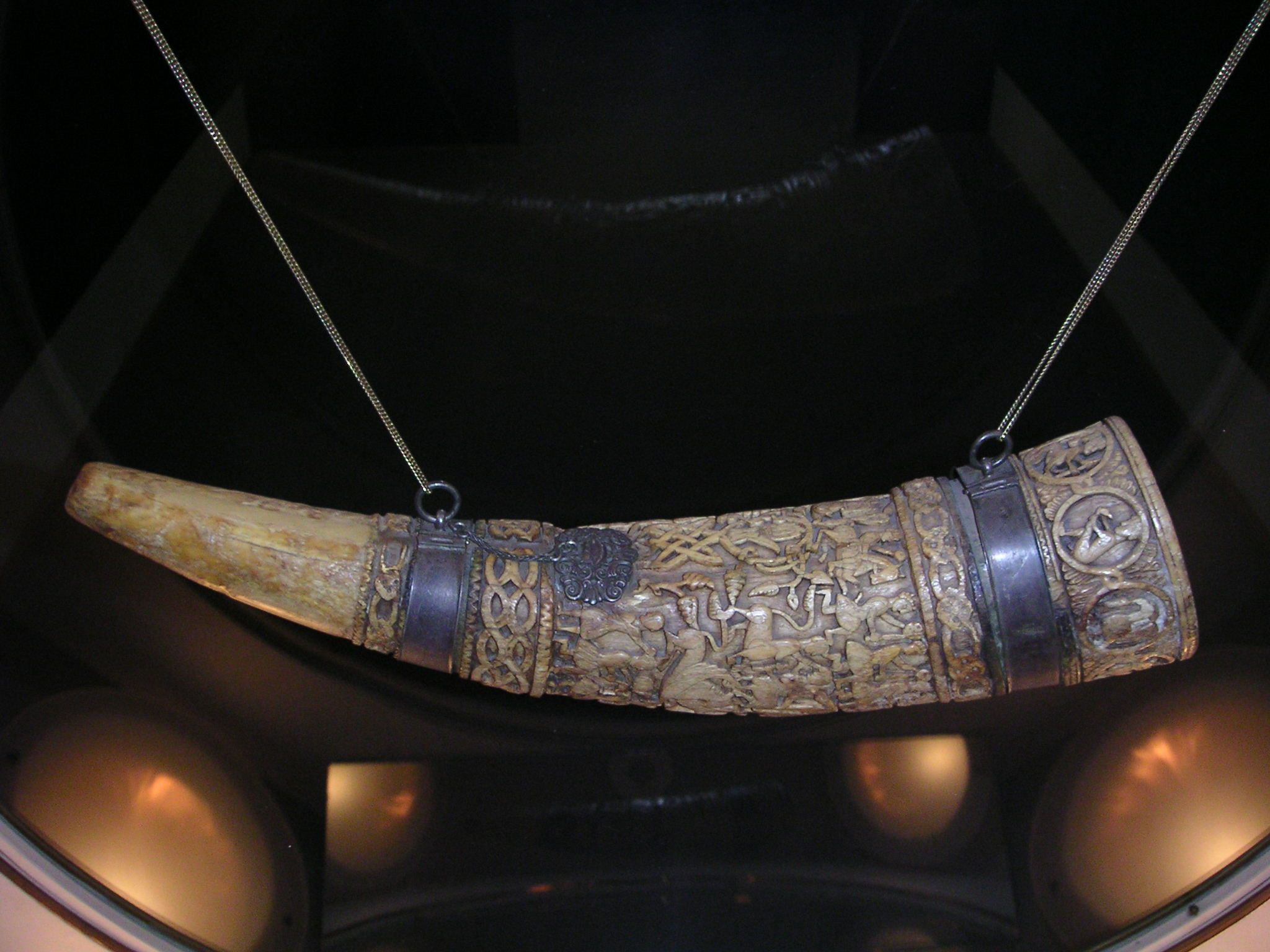
Legendarny róg Lehela, przechowywany w muzeum w Jászberény

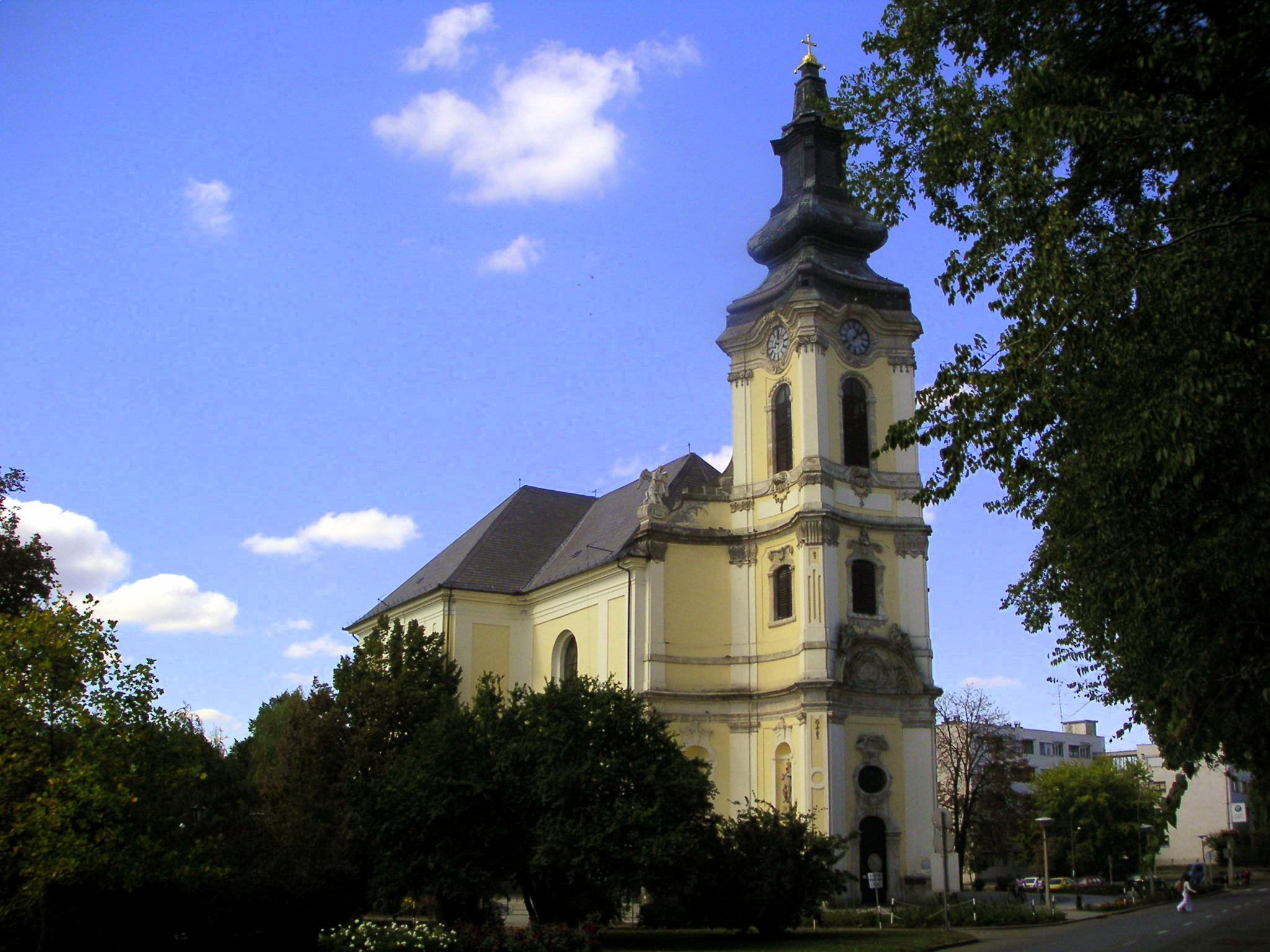
Kościół Panny Marii

Jászberény – miasto w północnych Węgrzech, około 100 km na wschód od Budapesztu, w komitacie Jász-Nagykun-Szolnok. Leży nad środkowym biegiem rzeki Zagyva, w północnej części Międzyrzecza Dunaju i Cisy (węg. Duna Tisza köze). Ludność: 26 965 mieszkańców (I 2011 r.), powierzchnia: 221,35 km².

## Historia
Jászberény leży w historycznej krainie Jaszság (Jazygia), od XIII wieku zamieszkanej przez irańskie plemię Jasów (węg. Jász). Jest jej ośrodkiem kulturalnym i administracyjnym. Po podbiciu tych ziem przez Habsburgów miasto wraz z całą okolicą, dotychczas samorządną, utraciło autonomię i zostało obciążone wysokimi podatkami. W 1745 doszło do słynnego w dziejach Węgier aktu wykupienia – mieszkańcy Jászberény za  milion reńskich złotych uzyskali od cesarzowej Marii Teresy swobody samorządowe. Od tego czasu datuje się rozkwit miasta. Od początków swego istnienia Jászberény było ośrodkiem handlu produktami rolnymi. W połowie XX wieku powstało tu również kilka zakładów przemysłu ciężkiego, prosperujących do dzisiaj.

## Zabytki
Najbardziej znanym zabytkiem Jászberény jest kościół Panny Marii (Nagyboldogaszony), pochodzący sprzed 1332, początkowo gotycki, przebudowany w stylu barokowym. Poza tym w mieście znajduje się klasycystyczny ratusz, zaś w Muzeum Jazygii znajduje się jeden z węgierskich zabytków narodowych – róg Lehela. Jászberény bywa wskazywane jako miejsce pochówku wodza Hunów Attyli.

## Urodzeni w Jászberény
- Renáta Sándor – węgierska siatkarka

## Miasta partnerskie
- Jazd, Iran
- Vechta, Niemcy
- Sedalia, Stany Zjednoczone
- Conselve, Włochy
- Sucha Beskidzka, Polska
- Tiacziw, Ukraina
- Portsmouth, Stany Zjednoczone